# Qin Kai
Qin Kai (República Popular China, 31 de enero de 1986) es un clavadista o saltador de trampolín chino especializado en trampolín de 1 y 3 metros, ganador de siete medallas de oro en los mundiales entre 2007 y 2015. Está casado con la saltadora He Zi.

## Carrera deportiva
Ha ganado siete medallas de oro en los mundiales de natación de Melbourne 2007, Roma 2009, Shanghái 2011, Barcelona 2013 y Kazán 2015 en las pruebas de trampolín de 1 metros, trampolín de 3 metros y saltos sincronizados desde trampolín de 3 metros.
Además ha participado en tres Juegos Olímpicos Pekín 2008, Londres 2012 y Río de Janeiro 2016 ganando un total de cinco medallas —dos de oro, una de plata y dos de bronce— en las pruebas citadas anteriormente.